# Torre di Cala Caterina
Sconosciuta ai più, anche se situata a quota 102 m s.l.m., la torre di Cala Caterina venne edificata tra il 1578 e il 1581 sul capo Carbonara (Villasimius), uno dei posti più elevati dell'intera fascia costiera cagliaritana del levante. Per la sua costruzione, fortemente voluta dal viceré Miguel De Moncada "perché da lì si poteva contare su un panorama a 360 gradi intorno ed un orizzonte ottico di circa 40 km", furono stanziati 300 scudi.
Il 7 luglio 1581 la nuova torre iniziava la sua attività, e qualche anno dopo, nel 1584 il geografo Fara segnalava la turris Stationis Cathalinae già in funzione. Suo primo alcaide fu Juan De Torresilas. Un documento, del 1597, ci informa che vi erano impiegati 5 soldati: Capay Antiogo, Espada Andria, Porco Antiogo, Madurro Joan Antonio e Madurro Marcel Antonio.
Altri documenti, ma questa volta del 1721, ci segnalano che la torre di Cala Catalina era presidiata da due soli soldati e che la struttura necessitava di una piccola mezzaluna nel terrazzo. Non più citata dopo il 1761, si presume che sia stata dismessa. Nella seconda metà del XIX secolo fu inglobata nel semaforo di Carbonara, attualmente in gestione all'aeronautica militare col nome di "Teleposto Capo Carbonara". Oggi è visitabile solo su autorizzazione dell'Ente militare.